# Perelandra
Perelandra är den andra boken i The Space Trilogy av C.S. Lewis från 1943. I serien ingår också böckerna Utflykt från tyst planet och Vredens tid som är bok ett och tre.

## Handling
Berättelsen handlar om Ransom. Han får i uppdrag att åka till planeten Perelandra (Venus) för att avgöra planetens öde. Där möter han en man som heter Weston. Weston för med sig ondska in i den unga världen och allt hänger till sist på Ransom.